# Gillenbach (Queich)
Der Gillenbach ist ein etwas über zwei Kilometer langer, südlicher und rechter Zufluss der Queich im Pfälzerwald (im weiteren Sinne) und zugleich deren erster Zufluss. Auf seiner gesamten Länge verläuft er in der Gemarkung der Ortsgemeinde Hauenstein im rheinland-pfälzischen Landkreis Südwestpfalz. Er fließt fast durchgehend in nördlicher Richtung.

## Geographie

### Verlauf
Der Gillenbach entspringt am Ostfuß des Hohen Kopfes im Süden der Waldgemarkung von Hauenstein im sogenannten Dümpler Brünnel. Östlich des Quellbereichs erstreckt sich der Hülsenberg und nordöstlich der Soldatenkopf. Rund einen Kilometer weiter nördlich an der Ostflanke des Benz und der Westflanke des Weimersberg passiert er das Wasgaufreibad Hauenstein, in dessen Bereich er verrohrt ist. Ab diesem Bereich führt annähernd parallel zu ihm unweit des rechten Ufers die Backelsteinstraße. Anschließend passiert er den Altwiesenpark, wo er den Altwiesenweiher speist und sich für kurze Zeit in zwei Arme aufteilt. Danach erreicht er das Siedlungsgebiet der Ortsgemeinde, wo er schließlich zwischen der Gartenstraße und der Queichstraße auf einer Höhe von 228 m ü. NHN von rechts in die aus Südsüdwesten heranziehende Queich mündet.
Der 2,28 km lange Lauf des Gillenbachs endet ungefähr 47 Höhenmeter unterhalb seiner Quelle, er hat somit ein mittleres Sohlgefälle von etwa 21 ‰.

### Einzugsgebiet
Das Einzugsgebiet des Gillenbachs umfasst 2,4 km² und gehört naturräumlich je etwas hälftig mit dem westsüdwestlichen Teil zum Südwestlichen Pfälzer Wald des Pfälzerwaldes (im engeren Sinne) und mit dem ostnordöstlichen zum Dahner Felsenland des Dahn-Annweiler Felsenlandes.. Die mit etwa 471 m ü. NHN höchste Erhebung ist der Schweinsfels auf dem Wolfshorn an der südlichen Wasserscheide. Das Gebiet ist überwiegend bewaldet mit einem Siedlungsteil des Dorfes Hauenstein im untersten Tal; es gehört in Gänze zur Gemeinde Hauenstein.
Reihum grenzen die Einzugsgebiete der folgenden Nachbargewässer an:
- Im Südwesten und Westen konkurriert die oberste Queich;
- im Nordosten fließt in etwa gleicher Richtung der Steinbach wenig abwärts von Hauenstein zu dieser;
- im Osten und Südosten entspringen höhere Zuflüsse des längeren Rimbachs, der noch weiter flussabwärts in die Queich entwässert.

### Zuflüsse
- (Bach vom Hohen Kopf), von rechts und Südwesten auf etwa 245 m ü. NHN kurz vor dem Freibad, über 0,2 km und über 0,2 km²
- Wiesengraben, von rechts und Süden auf etwa 229 m ü. NHN am Ortsanfang in den Altwiesen, unter 0,3 km und 0,1 km². Geht zuvor rechts ab.